# ボルチモア郡 (メリーランド州)
座標: 北緯39度24分 西経76度36分 / 北緯39.400度 西経76.600度
ボルチモア郡（英: Baltimore County）は、アメリカ合衆国メリーランド州にある郡。ボルチモア市を囲むように位置している。人口は85万4535人（2020年）。郡庁所在地は国勢調査指定地域であるタウソンであり、同郡で人口最大の都市である。郡内に法人化された自治体は無い。郡名は、メリーランド植民地領主第2代ボルチモア男爵セシリウス・カルバートから採られた。ボルチモア男爵家はアイルランドのロングフォード県にあるボルチモア荘園の領主だった。当初はボルチモア市を含み、同市が郡庁所在地だったが、1851年に独立市となり、郡を離れた。
ボルチモア郡はボルチモア都市圏に属している。領域の大半は郊外部の性格であり、ピードモント台地の境界に跨り、南部は大西洋岸平原にある。北部はおもに田園部であり、うねりのある丘陵部と南東部混合林に特有な落葉樹の森が続いている。
郡内の主要雇用主の中には社会保障局があり、ウッドローンに本部がある。またタウソンにはブラック・アンド・デッカーの全国本社がある。第二次世界大戦時、ミドルリバーのグレン・L・マーティン・カンパニーは53,000人を雇用して、軍用航空機を製造していた。ベスレヘム・スチールもスパロウズポイントにあった製鉄所で3万人以上を雇用していた。2009年時点では郡内に410,100人の労働力があり、その内25%は教育、医療、ヒューマンサービスの分野で、10%は小売業で、1％未満が農業で雇用されている。

## 歴史
ボルチモア郡で最初期の記録として分かっているのは1659年1月12日のものであり、保安官に対して令状が発行されたものだった。歴史家は州内23郡の中でこの時点が公式にボルチモア郡を設立した年と考えている。それ以前の地域は政治的なものよりも地理的なものとして知られ、現在のボルチモア市、セシル郡、ハーフォード郡を含み、さらにキャロル郡、アナランデル郡、フレデリック郡、ハワード郡、ケント郡の一部まで含んでいた。
1674年、郡北東部とケント郡の北西部を合わせてセシル郡が作られた。1748年、郡西部と南にあるプリンスジョージズ郡の部分を合わせ、フレデリック郡が設立された。1773年、郡東部からハーフォード郡が分離した。1837年、郡西部とフレデリック郡の東部を合わせて、キャロル郡となった。
1851年7月4日、ボルチモア市が分離し、郡は同市の東、北、西を囲むような形になった。1854年2月13日の住民投票で、タウソンの町が新しい郡庁所在地に選ばれた。アメリカ独立戦争の直前からボルチモア市にあった従来の郡庁舎に変わり、チェサピーク・アベニューに面して新しい郡庁舎を建設することが承認された。昔の郡庁所在地はジョッパにあったが、今は無くなっている（ボルチモア市の北東、現在のハーフォード道路に近い「ジョッパタウン」近くとされている）。新庁舎を建てるために300ポンド・スターリングを用意するために財政的な問題もあったので、1767年、ボルチモアタウンの住民がその成長している港町に郡庁所在地を移転させることに成功し、1768年には新「コートハウス広場」に初代の郡庁舎が建設された（現在のノース・カルバート通りのイーストレキシントンとイーストファイエット通りの間）。この場所は後の1815年から1827年に「戦闘記念広場」とされた。これは米英戦争の1814年9月13日に、イギリス海軍がパタプスコ川からマクヘンリー砦を砲撃したときに、2日間耐え抜き、市と郡を防衛したことを記念するものだった。また、1814年9月12日から14日、郡南東部のパタプスコネック半島でノースポイントの戦いが起きたことも記念されており、守備隊の日として市、郡、州の公式祝日になっている。2代目の郡庁舎は1805年に建設され、広場の西側、ノースカルバートとイーストレキシントン通りの角に建った。
郡内にはアメリカ合衆国国家歴史登録財に指定される多くの資産や場所がある。これらは1935年8月の「歴史史跡法」により、アメリカ合衆国内務省のアメリカ合衆国国立公園局が維持している。

## 地理
アメリカ合衆国国勢調査局に拠れば、郡域全面積は682.03平方マイル (1,766.4 km2)であり、このうち陸地598.59平方マイル (1,550.3 km2)、水域は83.44平方マイル (216.1 km2)で水域率は12.23%である。
郡内最高地点はステルツに近いペンシルベニア州との州境にそった地点であり、標高は960フィート (292.6 m) である。最低地点はチェサピーク湾岸の海面である。

### 交通

#### 主要高規格道路
郡内を下記の州間高速道路が通っている。
- 州間高速道路95号線
- 州間高速道路3号線
- 州間高速道路195号線
- 州間高速道路795号線
- 州間高速道路70号線（東端が郡内にある）
- 州間高速道路695号線、マッケルディン・ベルトウェイ

#### 公共交通機関
メリーランド州交通局がボルチモア地下鉄、ボルチモア・ライトレール、通勤鉄道3線を運行している。地下鉄はボルチモア市の北西をオーウィングス・ミルズまで走っている。ライトレールはボルチモア市の北はハントバレーから、南のボルチモアハイランドまで走り、アナランデル郡リンチカムにあるボルチモア・ワシントン国際サーグッド・マーシャル空港が終着点である。通勤鉄道のマークは、ヘイルソープ、セントデニス、マーティンストリート・エアポートに停車駅がある。
メリーランド州交通局は地域路線と通勤バスも運行している。

#### 鉄道
CSXトランスポーテーションとアムトラックの本線が郡内を通っている。元はメリーランド・アンド・ペンシルベニア鉄道やノーザン・セントラル鉄道（ペンシルバニア鉄道の一部）も通っていた。現在のボルチモア・ライトレールはコッキーズビルの南でノーザン・セントラル鉄道の軌道を使っている。軌道跡の北側はトーリー・C・ブラウン・レイルトレイルに転換されている。

### 隣接する郡
- ヨーク郡 (ペンシルベニア州) - 北
- キャロル郡 - 西
- ハーフォード郡 - 東
- アナランデル郡 - 南
- ハワード郡 - 南西
- ボルチモア市 - 南

### 国立保護地域
- ハンプトン国立歴史史跡

### 州立保護地域
- ソルジャーズ・ディライト自然環境地域

## 法と政府
ボルチモア郡は1956年からチャーター政府の形態を採っている。政府は1人の郡執行官と7人の委員で構成される郡政委員会である。郡執行官と郡政委員は知事選挙が行われる年に選挙が行われ、郡執行官は連続2期まで再選が認められている。
ボルチモア郡は昔から民主党寄りだが、ボルチモア市ほど圧倒的なものではない。概して郡北部は共和党寄りであり、南部が民主党寄りである。

### 州検察官
ボルチモア郡州検察官は、郡内で起きた重罪、軽罪、および少年事件を告発する。

### 警察
ボルチモア郡警察部は郡内の警察機能を行う。ボルチモア郡保安官部は、郡巡回裁判所と法廷の警備を行い、司法手続きと令状対応を行う。副保安官は宣誓を行った警官であり、警察部と同じ権限がある。
メリーランド州警察とメリーランド州交通公社警察は、郡内を通る州間高速道路と交通施設に対する警察組織である。

### 消防
ボルチモア郡消防部は、ボルチモア市を含み郡と周辺地域との相互援助協定をもとに、消防、救急医療、救難活動を行う。常勤職員とボランティア消防団員がおり、管轄区域は重複している。消防署は25、消防団は33ある。常勤職員は1,000人以上、ボランティア消防団員は2,000人以上である。商業施設に対する防火査察、火事原因の捜査、防火教育活動を行い、また水難を含め救援活動も行う。
セントラル・アラーマーズは民間組織であり、郡中央部と東部で大規模火災や長期間の事故が起きたときに、消防士の支援を行っている。

### 郡執行官
郡執行官は多くの部局で構成される郡政府の行政部門を監督する。行政部門は郡の法を執行し、郡政府の運営を監督する。

### 郡政委員会
郡政委員会は条例と決議を採択し、郡内の立法権全てを掌握している。

## 州政府の機関
メリーランド州公衆安全矯正サービス省はタウソンに本部を置いている。メリーランド州警察はパイクスビルに本部を置いている。

## 人口動態
以下は2000年の国勢調査による人口統計データである。
| 基礎データ - 人口: 754,292人 - 世帯数: 299,877 世帯 - 家族数: 198,518 家族 - 人口密度: 487人/km2（1,260人/mi2） - 住居数: 313,734軒 - 住居密度: 202軒/km2（524軒/mi2） 人種別人口構成（2000年統計、（ ）内は2010年統計） - 白人: 74.39% (64.6%、非ヒスパニック系は62.80%) - アフリカン・アメリカン: 20.10% (26.05%) - ネイティブ・アメリカン: 0.25% (0.33%) - アジア人: 3.17% (4.99%) - 太平洋諸島系: 0.03% (0.04%) - その他の人種: 0.62% (1.59%) - 混血: 1.43% (2.40%) - ヒスパニック・ラテン系: 1.83% (4.19%) 先祖による構成 - ドイツ系：18.4% - アイルランド系：10.8% - イギリス系：7.3% - イタリア系：7.0% - アメリカ人：6.1% - ポーランド系：5.4% | 年齢別人口構成 - 18歳未満: 23.6% - 18-24歳: 8.5% - 25-44歳: 29.8% - 45-64歳: 23.4% - 65歳以上: 14.6% - 年齢の中央値: 38歳 - 性比（女性100人あたり男性の人口） - 総人口: 90.0 - 18歳以上: 86.0 世帯と家族（対世帯数） - 18歳未満の子供がいる: 30.2% - 結婚・同居している夫婦: 49.4% - 未婚・離婚・死別女性が世帯主: 12.8% - 非家族世帯: 33.8% - 単身世帯: 27.3% - 65歳以上の老人1人暮らし: 10.1% - 平均構成人数 - 世帯: 2.46人 - 家族: 3.00人 | 収入と家計 - 収入の中央値 - 世帯: 50,667米ドル - 家族: 59,998米ドル - 性別 - 男性: 41,048米ドル - 女性: 31,426米ドル - 人口1人あたり収入: 26,167米ドル - 貧困線以下 - 対人口: 6.5% - 対家族数: 4.5% - 18歳未満: 7.2% - 65歳以上: 6.5% |

パークハイツからパイクスビル、オーウィングスミル、リースターズタウンに移住したユダヤ系住民も多い。北アメリカユダヤ人データバンクに拠れば、2011年時点で郡内に約6万人、7.5%のユダヤ系が住んでいる。

### 人口の推移
ボルチモア郡の人口推移を他の22郡およびボルチモア市と比較すると次のようになる。
| 国勢調査年 | 人口（人） | 順位                                                                      |
| ---------- | ---------- | ------------------------------------------------------------------------- |
| 1900       | 90,755     | 第2位（1位はボルチモア市）                                                |
| 1910       | 122,349    | 第2位                                                                     |
| 1920       | 74,817     | 第2位（1917年、ボルチモア市が郡内の 46.5平方マイル (120 km2) を併合した） |
| 1930       | 124,565    | 第2位                                                                     |
| 1940       | 155,825    | 第2位                                                                     |
| 1950       | 270,273    | 第2位                                                                     |
| 1960       | 492,428    | 第2位                                                                     |
| 1970       | 621,077    | 第3位（プリンスジョージズ郡に抜かれた）                                   |
| 1980       | 655,615    | 第2位（プリンスジョージズ郡を抜いた）                                     |
| 1990       | 692,134    | 第4位（モンゴメリー郡が第2位、プリンスジョージズ郡が第3位）               |
| 2000       | 754,292    | 第3位（ボルチモア市が第4位に落ちた                                        |
| 2010       | 805,029    | 第3位                                                                     |
| 2012       | 817,455    | 推計人口                                                                  |

## 国勢調査指定地域
ボルチモア郡内にはメリーランド州法に規定する法人化町が無い。未編入領域も「町」と考えられるが、政府は無い。アメリカ合衆国国勢調査局、アメリカ合衆国郵便公社、地元商工会議所など様々な組織がその町を定義している。法人化はされていないので、その境界が定義されていない。アメリカ合衆国国勢調査局は以下の国勢調査指定地域を登録している。
| - アーバタス - ボルチモアハイランド - ボーリーズクォーターズ - カーニー - ケイトンズビル - コッキーズビル - ダンドーク - エッジミア - エセックス - ガリソン - ハンプトン - キングスビル - ランズダウン - ロシャーン - ルーサービル - メイズチャペル | - ミドルリバー - ミルフォードミル - オーバーリー - オーウィングス・ミルズ - パークビル - ペリーホール - パイクスビル - ランドールズタウン - リースターズタウン - ローズデール - ロスビル - ティモニウム - タウソン - 郡庁所在地 - ホワイトマーシュ - ウッドローン |

### 未編入の町
正式な国勢調査指定地域ではないが、地元では知られ、郵便局があり、地図にも載っている町は以下の通りである。
| - ボールドウィン - ボアリング - ブルックランドビル - バトラー - チェイス - フォーク - フォートハワード - ジャーマンタウン - グレンアーム - グレンコー - グリンドン - ヘイルソープ - ヒアフォード - ハントバレー - ハイズ - ジャクソンビル | - ロンググリーン - メリーランドライン - モンクトン - ノッティンガム - エーラ - パークトン - フェニックス - ラクストン - スパークス - スパロウズポイント - スティーブンソン - ターナーズステーション - アッパーフォールズ - アッパーコー - ホワイトホール |

## 主要雇用主
ボルチモア郡の2011年包括的財務報告書に拠れば、郡内の主要雇用主は次の通りである。
| 順位 | 雇用主                                                    | 従業員数 |
| ---- | --------------------------------------------------------- | -------- |
| 1    | 社会保障局/メディケアおよびメディケイド・サービスセンター | 14,948   |
| 2    | ボルチモア郡公共教育学区                                  | 14,608   |
| 3    | ボルチモア郡                                              | 8,429    |
| 4    | フランクリン・スクエア病院センター                        | 3,500    |
| 5    | タウソン大学                                              | 3,344    |
| 6    | グレーター・ボルチモア医療センター                        | 3,331    |
| 7    | セントジョセフ医療センター                                | 3,330    |
| 8    | メリーランド大学ボルチモア郡校                            | 3,258    |
| 9    | エリクソン・リビング                                      | 3,070    |
| 10   | ザ・シェパード・アンド・エノック・プラット病院            | 2,380    |

## 教育

### 高等教育機関
メリーランド大学システムが郡内で2校を運営している
- タウソン大学、タウソン
- メリーランド大学ボルチモア郡校、ケイトンズビル

他に私立のカレッジも2校ある
- グーシャー・カレッジ、タウソン
- スティーブンソン大学、元のビラジュリー・カレッジ、スティーブンソンとオーウィングス・ミルズにキャンパス

郡内にキャンパスがある大学
- ロヨラ・カレッジ・イン・メリーランド、ハントバレー、主キャンパスはボルチモア市
- ボルチモア郡コミュニティカレッジ、キャンパスはケイトンズビル、エセックス、ダンドーク

### 初等中等教育

#### 公共教育学区
郡内公立学校の全てはボルチモア郡公共教育学区が管轄しているが、2008年8月に開校したイマジンミー・チャータースクールは例外である。

#### 私立学校
郡内には幼稚園生から12年生を教える私立学校が多くある。
- アーリントン・バプテスト高校
- ボルチモア・アクターズ・シアター・コンサーバトリー
- ボルチモア・ルーテル学校
- ベス・トフィロー・ダハン・コミュニティスクール
- メリーランド男子ラテン学校
- カルバートホール・カレッジ高校
- ボルチモア・ケンブリッジ学校
- ガリソン・フォレスト学校
- ジェミシー学校
- ロヨラ・ブレイクフィールド
- メリーベイル予備学校
- マクドナウ学校
- マウント・デ・セイルス・アカデミー
- ノートルダム予備学校
- オールドフィールズ学校（女子校）
- アワー・レディ・オブ・グレイス学校
- アワー・レディ・オブ・マウント・カーメル高校
- パークスクール
- モンクトン・セントジェイムズ・アカデミー
- セントポールズ学校 & セントポールズ女子校
- セントティモシー学校（女子校）

## 家庭支援サービス
郡内の家族や個人に対して、一般的なカウンセリング、トラウマの治療、家庭内暴力犠牲者の支援、成人障碍者の家庭内支援などをメリーランド州中部家庭・子供のサービスが行っている。これは民間の非営利団体である。サービスによっては無料のものもあり、通常収入によってスライド制料金を適用している。この他にも様々な社会サービスを行う民間組織がある。

## 著名な出身者
- オール・タイム・ロウ、パンクロック・バンド、2003年結成
- スピロ・アグニュー、元アメリカ合衆国副大統領、ボルチモア郡執行官、メリーランド州知事
- ピーター・アンジェロス、法廷弁護士、MLBのボルチモア・オリオールズの現オーナー
- A.J.バーネット、メジャーリーグベースボール選手
- デヴィッド・バーン、バンド、トーキングヘッズのリードボーカル
- トム・クランシー、政治的スリラー小説で著名な作家
- モニーク、コメディアン、女優
- マイケル・フェルプス、オリンピック競泳競技の金メダリスト
- ローザ・ポンセル、ソプラノ歌手
- マイク・ロウ、テレビ司会者、突撃!大人の職業体験
- パム・シュライバー、プロテニス選手、オリンピックで金メダリスト
- ジョン・ウォーターズ、映画監督
- ジム・ジェンタイル、メジャーリーグベースボール選手、ボルチモア・オリオールズ
- ボブ・ターリー、メジャーリーグベースボール選手
- ブルックス・ロビンソン、メジャーリーグベースボール選手、ボルチモア・オリオールズ、アメリカ野球殿堂入り
- ジム・パーマー、メジャーリーグベースボール選手、ボルチモア・オリオールズ、アメリカ野球殿堂入り